# Cassidoloma fulleborni
Cassidoloma fulleborni là một loài bọ cánh cứng trong họ Discolomatidae. Loài này được John miêu tả khoa học năm 1953.